# Phrynobatrachus sternfeldi
Phrynobatrachus sternfeldi es una especie de anfibios de la familia Phrynobatrachidae.

## Distribución geográfica
Se encuentra en la República Centroafricana.  